# Nausibius major
Nausibius major är en skalbaggsart som beskrevs av Zimmermann 1869. Nausibius major ingår i släktet Nausibius och familjen smalplattbaggar. Inga underarter finns listade i Catalogue of Life.